# Bulbophyllum alatum
Bulbophyllum alatum är en orkidéart som beskrevs av Jaap J. Vermeulen. Bulbophyllum alatum ingår i släktet Bulbophyllum och familjen orkidéer. Inga underarter finns listade i Catalogue of Life.